# Tage Løve Andersen
Tage Løve Bottage Lindegaard Daniel Andersen (19. august 1911 i Villingebæk ved Hornbæk – 4. februar 1945) var dansk modstandsmand under 2. verdenskrig.
Løve Andersen var aktiv under sejladsen af jøder fra Hornbæk til Sverige i oktober 1943 sammen med sine brødre Erik og Viggo. De tre brødre skaffede flere slags både til sejladserne og sejlede ofte selv med over sundet. Deres illegale forehavende blev imidlertid afsløret og den øvrige familie måtte gå under jorden og brødrene måtte søge mod København og fortsætte det illegale arbejde mod den tyske besættelsesmagt. Tages familie blev anset som værende involverede i det illegale arbejde og Tages svoger, Ejner Georg Hansen, blev arresteret i vinteren 1944/45 og sendt til Frøslevlejren, i samme tidsrum som to af hans øvrige brødre der ligeledes sendtes til Frøslev. Endnu en bror havde allerede i sommeren 1943 måtte blive i Sverige efter en redningsaktion af en nedstyrtet britisk pilot. En aktion der var foranlediget af SE (Studenternes Efterretningstjeneste).
Brødrene blev med tiden indlemmet i modstandsgruppen Holger Danske, hvor Tage fik dæknavnet ”Steen”. Brødrenes færden i Holger Danske var henimod slutningen af 1944 koncentreret omkring HD-gruppen på Gråbrødre Torv.
Tage deltog i flere sabotageaktioner og likvideringer. Ved likvideringsforsøget mod nazisten Viggo Svend Banner-Jansen på Lykkeholms Allé på Frederiksberg den 4. februar 1945, en aktion som Tage havde planlagt sammen med brødrene Erik og Viggo, gik aktionen galt og Tage blev skudt og døde. De tre brødre havde aftalt, at hvis nogen blev dræbt ved en aktion skulle de andre sørge for, at vedkommende blev bragt til Hornbæk for at blive begravet. Derfor kørte Erik, Viggo og de øvrige ved aktionen over på Frederiksberg Hospital og stjal liget. Tage blev begravet to dage senere i Hornbæk. Ved begravelsen deltog kun Tages svoger, Emil Gordon Nielsen, der ved denne begivenhed blev arresteret af Gestapo og dræbt under forhør.